# Province de Sánchez Carrión
La province de Sánchez Carrión (en espagnol : Provincia de Sánchez Carrión) est l'une des douze  provinces de la région de La Libertad, au Pérou. Son chef-lieu est la ville de Huamachuco.

## Géographie
La province couvre une superficie de 2 486,38 km2. Elle est limitée au nord par la région de Cajamarca, à l'est par la province de Bolívar et la province de Pataz, au sud par la province de Santiago de Chuco et à l'ouest par la province d'Otuzco.

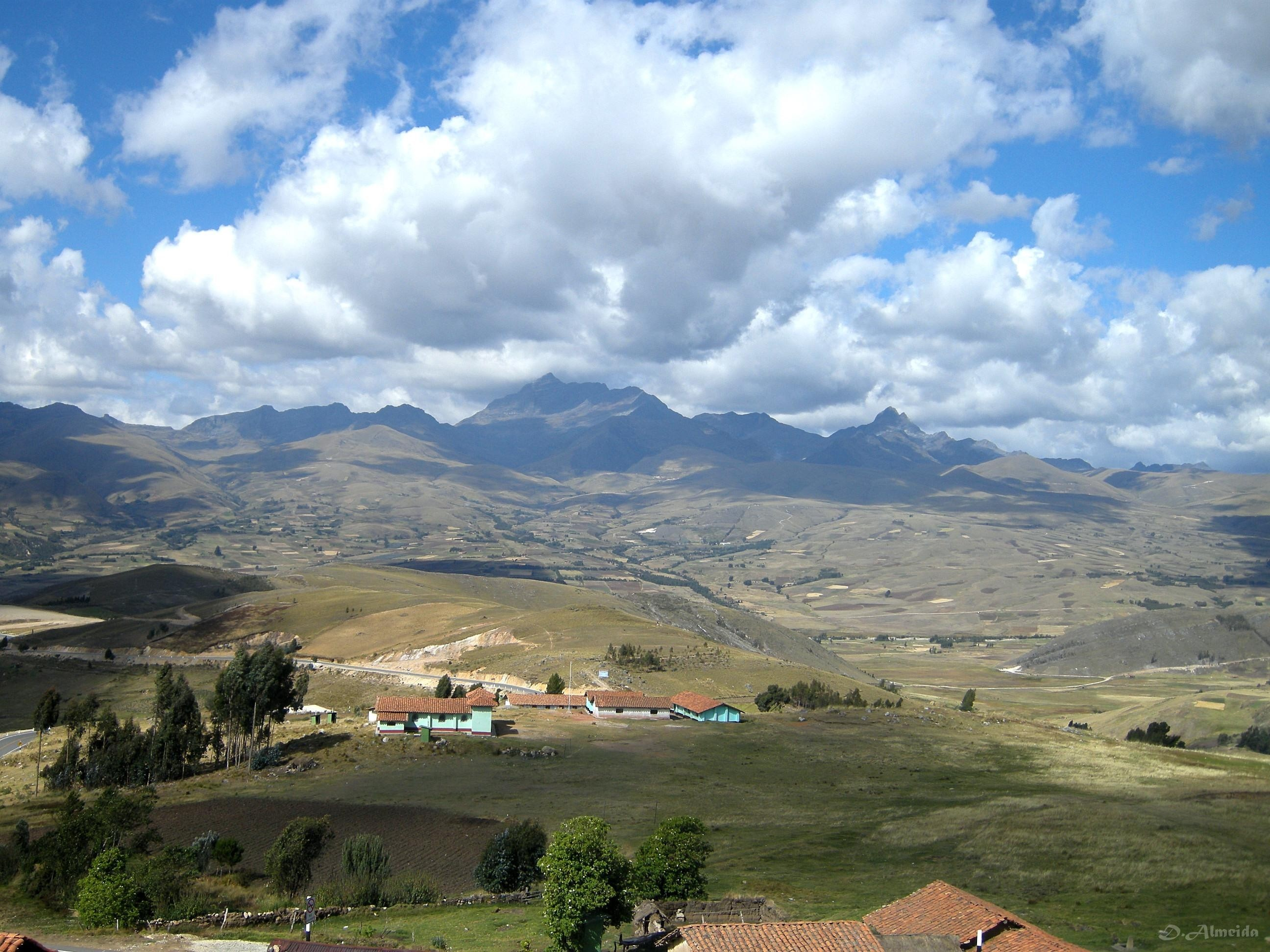
Les Andes près de Huamachuco, la capitale de la province de Sánchez Carrión

## Histoire
La province fut créée à l'époque de l'indépendance du Pérou et se nomma province de Huamachuco. En 1987, elle fut renommée en l'honneur de José Faustino Sánchez Carrión (1787-1825), un héros de la lutte pour l'indépendance et fils de la ville de Huamachuco.

## Population
La population de la province s'élevait à 127 562 habitants en 2005.

## Subdivisions
La province de Sánchez Carrión est divisée en huit districts :
| Districts   | Carte des districts |
| ----------- | ------------------- |
| Chugay      |                     |
| Cochorco    |                     |
| Curgos      |                     |
| Huamachuco  |                     |
| Marcabal    |                     |
| Sanagorán   |                     |
| Sarín       |                     |
| Sartimbamba |                     |